# Torre de los Alicantinos
La torre de los Alicantinos es una chimenea industrial perteneciente a un conjunto bodeguero desaparecido en el municipio de Rociana del Condado, provincia de Huelva. Forma parte del Conjunto Histórico protegido de Rociana del Condado.

## Descripción
La torre de los Alicantinos es una gran chimenea de 36 metros de altitud, de sección poligonal y con una altura decreciente. De la bodega de la que formaba parte sólo se conservan algunos arcos y una puerta de entrada que data de 1908.

## Historia
Los promotores de la torre fueron los hermanos Celedonio y Vicente Ferraro Conca, originarios de la provincia de Alicante. Estos empresarios construyeron una destilería de alcohol donde producían coñac, vino fino y mistela. Si bien su idea inicial fue la de construir una fábrica de jabones, pronto cambiaron de idea al albor del creciente sector vitivinícola de principios de siglo XX. La torre es la chimenea de esta destilería e inicialmente se la conoció como Chimenea de los Hermanos Conca. Esta bodega estuvo funcionando hasta 1968.
Tras su cierre, la bodega fue desmantelada. El ayuntamiento consiguió detener la demolición de la torre en el último momento en 1979, pugnando contra los constructores, al haberse convertido en un hito de la localidad. En 2003 fue incluida dentro de la declaración del Conjunto Histórico de Rociana del Condado, dotándola de protección pública.